# Konzil von Pisa

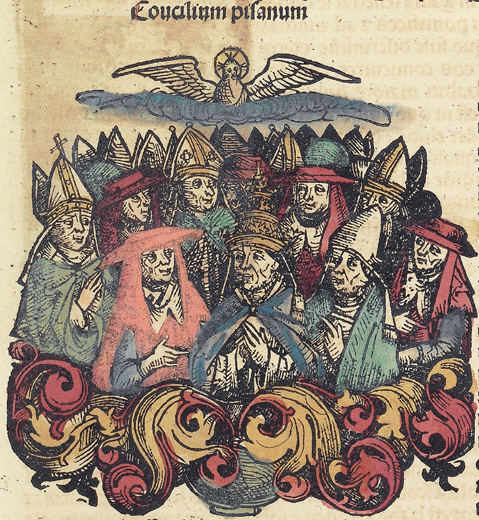
Das Konzil von Pisa: Signet des Pisaner Konzils in der Schedelschen Weltchronik von 1493

Das Konzil von Pisa (lat. Concilium Pisanum) war eine Kirchenversammlung, die im Jahre 1409 im toskanischen Pisa stattfand, um das abendländische Schisma aufzuheben; dieses Ziel konnte nicht erreicht werden.
Das „Konzil“ von Pisa wird nicht als Konzil gezählt, sondern nur als Synode.
Das Schisma zwischen den in Rom und den in Avignon residierenden Päpsten bestand seit der Doppelwahl von 1378. Mehrere Anläufe zur Lösung der Papstfrage scheiterten zum einen an der unnachgiebigen Haltung der jeweiligen Päpste, zum anderen, weil sich zunächst keine weltliche Autorität fand, die hier eine Klärung hätte herbeiführen können. Jede Partei hatte ihre Anhänger unter den europäischen Monarchen und der deutsche König Ruprecht war in Kirchenfragen kaum initiativ, da er in innerdeutschen Auseinandersetzungen gebunden war.

## Vorbereitung
Die Situation blieb also über mehrere Jahrzehnte unbefriedigend und schadete dem Ansehen des Papsttums sehr, sodass durch das Schisma auch „ketzerische“ Strömungen, die den moralischen Verfall der Kirche beklagten (Wyclif in England, Hus in Böhmen), Auftrieb bekamen.
Die Kardinäle der katholischen Kirche sprachen sich daher zunehmend für eine Klärung der Führungsfrage durch ein allgemeines Konzil aus. Bereits zu Beginn des Schismas hatte sich der französische König Karl V. für ein solches Konzil ausgesprochen und den in Anagni beziehungsweise Fondi versammelten Kardinälen (Gegnern des römischen Papstes Urban VI.) seine Unterstützung für ein solches Vorhaben zugesagt. Dem schlossen sich in der Folge nicht nur eine Reihe von Synoden, sondern auch die Städte Gent und Florenz, die renommierten Universitäten von Oxford und Paris, sowie die bekanntesten Gelehrten der Zeit an, unter ihnen Heinrich von Langenstein, Konrad von Gelnhausen, Jean Gerson und vor allem Pierre d’Ailly, der Bischof von Cambrai, dessen Schrift Apologia Concilii Pisani zu den maßgeblichen Äußerungen in der Konzilsfrage zählt.
Durch diesen Rückhalt bestärkt, reisten vier Vertreter des Heiligen Collegiums von Avignon nach Livorno, um dort mit Vertretern der römischen Kurie zusammenzutreffen. Tatsächlich konnten sich Vertreter beider Parteien in Livorno im Sommer 1408 auf das Konzilsprojekt verständigen und versandten Anfang Juli Briefe, in denen die katholischen Kardinäle und Bischöfe für den 25. März 1409 nach Pisa zum geplanten Konzil eingeladen wurden.
Die Päpste widersetzten sich diesen Einigungsbemühungen und beriefen jeweils eigene Kirchenversammlungen ein: der römische Papst Gregor XII. nach Aquileia, der avignonische Papst Benedikt XIII. nach Perpignan.
Angesichts der Popularität der Konzilsidee im Klerus blieben diese Versammlungen jedoch schwach besucht. Nicht nur die Kardinäle und die Universitäten von Oxford und Paris, sondern auch die Kölner Universität, die Mehrzahl der Bischöfe und viele Fürsten setzten große Hoffnungen in das Konzil. Den beiden Päpsten selbst wurde eine Klärung der Frage kaum mehr zugetraut.

## Ablauf des Konzils
An Mariä Verkündigung 1409 versammelten sich schließlich vier Patriarchen, 22 Kardinäle und 80 Bischöfe im Dom zu Pisa; Leiter der Versammlung war Kardinal de Malesset, Bischof von Palestrina. 100 abwesende Bischöfe sandten Vertretungen, zahlreiche Äbte, Ordensgeneräle und 300 Theologen repräsentierten den übrigen Klerus, mehrere europäische Fürsten sandten Botschafter nach Pisa.
Zu Beginn der Sitzung riefen zwei Kardinaldiakone die Namen der Päpste, auf dass sie erscheinen sollten, doch war keiner der beiden Kontrahenten anwesend. Sodann fragten die Kardinaldiakone, ob jemand anwesend sei, der die Päpste vertrete, doch erneut meldete sich niemand. Daraufhin plädierten die anwesenden Geistlichen dafür, dass beide Päpste der contumatia, also dem pflichtwidrigen Fernbleiben eines Gerichtstermins, schuldig zu erklären seien. Zunächst wurde die beschriebene Zeremonie an drei Tagen ergebnislos wiederholt und den ganzen Mai über wurden Zeugenaussagen gegen die beschuldigten Päpste gehört, ehe in der vierten Sitzung der formale Contumatia-Beschluss des Konzils gegen Gregor und Benedikt verkündet wurde. Für die Verteidigung Gregors setzte sich schließlich Johannes, der Erzbischof von Riga, ein, der, vom deutschen König Ruprecht entsandt und begleitet von einigen anderen deutschen Vertretern, einige Einwände gegen die Rechtmäßigkeit des Konzils und zugunsten seines Papstes vorbrachte; er stieß jedoch auf derart heftigen Widerstand, dass er und seine Begleiter Pisa als Flüchtlinge verlassen mussten. Danach verteidigte Carlo Malatesta, Fürst von Rimini, die Sache Gregors, nicht ohne Geschick. Unterdessen sandte Benedikt Vertreter nach Pisa, die dort am 14. Juni eintrafen, aber, wie zuvor Johannes von Riga, auf heftigen verbalen Widerstand trafen. Auch der Kanzler des Königs von Aragon, ein Anhänger der avignonischen Seite, stieß auf taube Ohren, während der Erzbischof von Tarragona mit einem kämpferischen Plädoyer für Benedikt die Stimmung nur noch weiter aufheizte. So zogen auch die Vertreter Avignons, eingeschüchtert durch die feindselige Atmosphäre, heimlich aus der Stadt.
Die Versammlung der rund 500 Kirchenmänner zeigte dagegen, besonders in der 15. Sitzung vom 5. Juni, bemerkenswerte Einigkeit, sodass relativ zügig ein Urteil über die Päpste gefällt werden konnte. Verlesen wurde es vom Patriarchen von Alexandria, Simon de Cramaud, der Benedikt XIII. und Gregor XII. als „überführte Schismatiker“, notorische Häretiker, schuldig des Meineids und gebrochener Versprechen, die der katholischen Kirche zum Skandal geworden seien, bezeichnete. Sie seien damit unwürdig, weiter das Amt des Papstes auszuüben, und all ihre Anordnungen und Dekrete seien null und nichtig. Der Heilige Stuhl wurde für vakant erklärt und alle Gläubigen der Treue und des Gehorsams gegenüber dem einen wie dem anderen Papst losgesprochen. Dieser Schuldspruch wurde einhellig mit Applaus begrüßt und man sang das Te Deum.
Für den folgenden Tag, Fronleichnam, wurde eine feierliche Prozession angeordnet. Alle Teilnehmer setzten ihre Unterschrift unter das Konzilsdekret und hofften, damit die Papstfrage vorerst beigelegt zu haben. Am 15. Juni kamen die Konzilsteilnehmer im erzbischöflichen Palast der Stadt zusammen, um einen neuen, rechtmäßigen Papst zu bestimmen.
Das Konklave erreichte, vor allem durch den Einsatz von Kardinal Baldassare Cossa, bereits nach elf Tagen eine Entscheidung. So wurde am 26. Juni das habemus papam verkündet: Neuer Papst wurde der Franziskaner, Kardinal Pietro Philargi, der den Papstnamen Alexander V. annahm. Diese Wahl wurde in Pisa einhellig begrüßt und Alexander kündigte den europäischen Herrschern seine Wahl in Briefen an, wobei er zunächst vor allem in England und Frankreich auf Zustimmung stieß.

## Wirkung
Die Konzilsväter verteidigten ihr Vorgehen als dem Wohle der unteilbaren Einheit der katholischen Kirche dienend. Dennoch meldeten sich frühzeitig Zweifel, denn obwohl die Legitimität der beiden unversöhnlichen Päpste durch ihr Verhalten in Frage gestellt worden sein mochte, galt dies kaum weniger für das zuvor nie dagewesene Verhalten der Konzilsväter – nie zuvor in der Geschichte der Kirche hatten es Geistliche gewagt, ihre obersten Hirten, denen sie Treue und Gehorsam geschworen hatten, abzusetzen, sodass es sich um einen geradezu revolutionären Schritt innerhalb der hierarchisch organisierten Kirche handelte. Wenn aber die Legitimität des Konzils in Frage stand, so galt dies natürlich auch für den von diesem bestimmten neuen Papst.
Das Konzil schuf auch einen in den Augen mancher gefährlichen Präzedenzfall, aus dem man die generelle Oberhoheit eines Konzils über den Papst ableiten konnte – den so genannten Konziliarismus, der in den folgenden Jahrzehnten viele Anhänger fand und die ohnehin geschwächte Autorität des Papsttums weiter zu erodieren drohte.
Die beiden bislang amtierenden Päpste dachten auch gar nicht daran, von ihren Herrschaftsansprüchen abzutreten und sich einem Konzil zu unterwerfen, sodass es nunmehr, einzigartig in der gesamten Papstgeschichte, drei Päpste gleichzeitig gab und das Schisma, das man durch das Konzil zu klären hoffte, weiter vertieft wurde.
Eine indirekte Anerkennung der Legitimität Alexanders V. erfolgte 1492, indem der damals neu gewählte Papst den Namen Alexander VI. annahm und damit eine erneute Besetzung des Namens Alexander V. vermied. In der katholischen Kirchengeschichtsschreibung wird Alexander V. dennoch zumeist als (unrechtmäßiger) Gegenpapst gezählt (ebenso sein Nachfolger Johannes XXIII. (Gegenpapst)), doch immerhin hatte dieser weite Teile des Klerus hinter sich. Seine Anhängerschaft, auch unter den Fürsten, wuchs rasch, doch behielten auch die beiden bisherigen Päpste eine gewisse Hausmacht: Auf Benedikts Seite verblieben die spanischen Königreiche und Schottland, während Neapel, Polen und Bayern weiter zu Gregor hielten. Theologen beider Päpste verdammten das Konzil, so sprach Bonifatius Ferrer, ein Anhänger Benedikts, vom „Konventikel der Dämonen“. Auch spätere Geistliche wie Thomas Cajetan sprachen dem Konzil von Pisa jede Autorität ab, während man in der Gallikanischen Kirche – der Impuls für das Konzil ging wesentlich von französischer Seite aus – die Rechtmäßigkeit der Versammlung befürwortete oder zumindest in den außergewöhnlichen Umständen des Schismas eine Notsituation sah, die eine derart außergewöhnliche Maßnahme rechtfertigte.
Wirklich beigelegt werden konnte das Schisma allerdings erst auf dem Konstanzer Konzil, das 1414, fünf Jahre später, einberufen wurde, und dem der neue Kaiser Sigismund beiwohnte, der durch seine Autorität wesentlichen Anteil daran hatte, dass die drei Päpste abgesetzt und durch die Wahl eines neuen Papstes die lange ersehnte Einheit in der Führung der katholischen Kirche wiederhergestellt werden konnte.
Kirchenintern war es jahrhundertelang umstritten, ob Alexander V. und Johannes XXIII. als gültige Päpste anzusehen seien. Papst Alexander VI. ging bei der Nummerierung offenbar von der Gültigkeit aus, während Papst Johannes XXIII. 1958 mit der Neubelegung der Nummer darstellte, dass es sich beim „Namensvetter“ der Obödienz von Pisa um einen Gegenpapst handelte. Dies ist die heute herrschende Ansicht der katholischen Kirche.